# Tom Middendorp

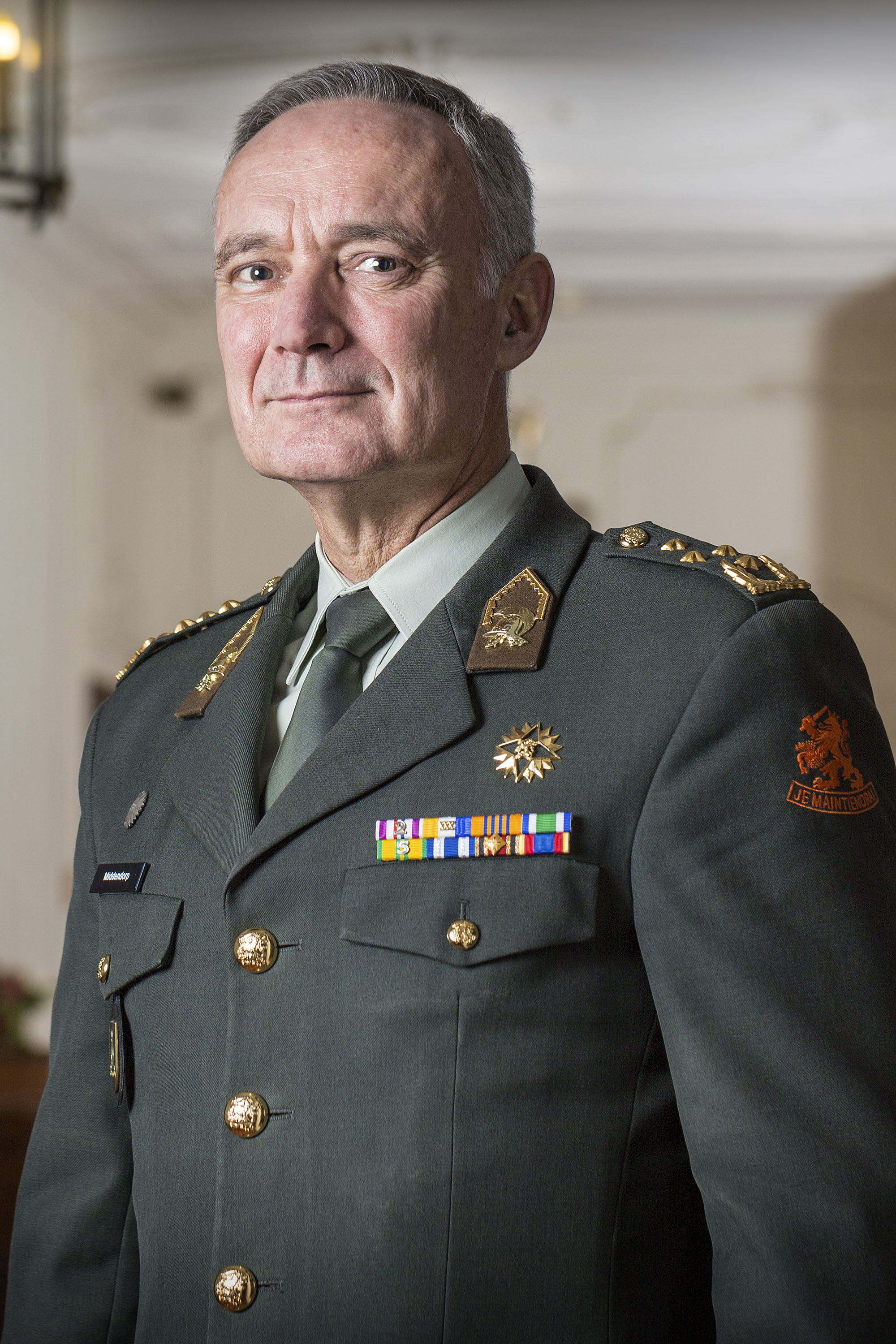
Tom Middendorp

Tom Middendorp (* 6. September 1960 in Rheden) ist ein niederländischer General im Ruhestand und war von 2012 bis 2017 Befehlshaber der Niederländischen Streitkräfte.

## Leben und militärische Laufbahn
Tom Middendorp wurde in Rheden, in der Provinz Gelderland, geboren. Im Jahr 1979 trat er den Streitkräften seines Heimatlandes bei und begann seine Offiziersausbildung an der Niederländischen Militärakademie in Breda. Vier Jahre später schloss er als Offizier im Ingenieurkorps ab. Nach mehreren Einsätzen in den Niederlanden und Deutschland in Panzerpioniereinheiten absolvierte er den Stabsdienstlehrgang und besuchte fortgeschrittene Kurse an der Führungsakademie. 1993 wurde er in die Konzeptentwicklung des Armeestabs versetzt, wo er die Umgestaltungspläne für alle NLD-Kasernen entwarf, um sie für eine reine Freiwilligenarmee tauglich zu machen. 1997 schloss er sein Studium am Command und General Staff College in Fort Leavenworth ab und wurde schließlich Assistent des stellvertretenden Verteidigungschefs. Zwei Jahre später kehrte er nach Deutschland zurück, wo er als Leiter des Nationalen Planungsbüros zum 1. Korps (DE/NL) in Münster wechselte und dort das Kommando des Ingenieursbataillons 101 in Wezep übernahm. Teile seiner Einheit nahmen an mehreren Operationen im Irak, in Afghanistan und im Balkan teil. Im März 2004 wurde er zum leitenden Richtlinienberater des Verteidigungsministers ernannt. In dieser Position war er für alle Angelegenheiten im Zusammenhang mit dem nationalen Einsatz der Streitkräfte zuständig. In Zusammenarbeit mit dem Ministerium des Innern und dem Ministerium der Justiz erarbeitete er mehrere Grundsatzpapiere über den Einsatz von Streitkräften bei der Katastrophenhilfe, dem Grenzschutz und der Terrorismusbekämpfung. Im November 2006 wurde er als stellvertretender ziviler NATO-Beauftragter nach Afghanistan entsandt, wo er direkt für den NATO-Generalsekretär arbeitete und für die Koordinierung der zivilen und politischen Aspekte der Mission zuständig war. Im Januar 2008 übernahm er das Kommando über die 13. Mechanisierte Brigade in Oirschot, nachdem er kurzzeitig als Leiter der Grundsatzabteilung der Königlichen Niederländischen Armee tätig war. Von Februar bis August 2009 war er erneut in Afghanistan im Einsatz, diesmal als Kommandeur der multinationalen Taskforce Uruzgan (TFU 6). Am 24. Dezember 2009 wurde er mit seiner Ernennung zum Direktor für Operationen im Verteidigungsstab in Den Haag zum Generalmajor befördert. Nach seiner Beförderung zum Generalleutnant im Januar 2012 wurde er am 28. Juni 2012 zum Verteidigungschef ernannt und damit zum ranghöchsten Offizier der niederländischen Verteidigungsorganisation. Am 3. Oktober 2017 trat er zusammen mit der damaligen Verteidigungsministerin Jeanine Hennis-Plasschaert nach einem kritischen Bericht des Untersuchungsrates für Sicherheit bezüglich eines Mörserunfalls während der Militärmission in Mali, bei dem zwei Soldaten gestorben sind, zurück. Sein Nachfolger wurde Rob Bauer. Middendorp hat somit 38 Jahre lang seinem Land gedient.